# アサンプション
アサンプションとは、保険契約のキャッシュフローを計算するための前提条件のことをいう。たとえば、死亡率や解約率が例として挙げられる。

## アサンプションの種類
アサンプションは、使用目的によって、様々なものが存在する。
例えば、保険料率を計算するためのアサンプションは、保険料計算基礎とも呼ばれ、予定死亡率、予定事業費率、予定利率、予定解約率等がある。これらは、保険会社の将来の支払を確実なものとするため、現実に想定されるものよりも保守的に設定するのが一般的である。
また、責任準備金を計算するためのアサンプションもある。これは、責任準備金計算基礎とも呼ばれる。標準責任準備金制度の導入により、責任準備金計算基礎は、金融庁の告示により定められている。
近年、経済価値ベースのソルベンシー規制の導入が検討されているが、この際に使用されるのが、ベストエスティメイト(最良推定)アサンプションである。ベストエスティメイトアサンプションは、将来最も高い可能性で想定される、アサンプションのことであり、経験値分析により定められる。